# 波皮夫齊 (文尼察區)
49°31′39″N 29°22′28″E / 49.52750°N 29.37444°E
波皮夫齊（羅馬化：Popivtsi）是烏克蘭的村落，位於該國西南部文尼察州，由文尼察區負責管轄，面積0.14平方公里，海拔高度246米，2001年人口128，人口密度每平方公里901.41人。